# Списак председника Сједињених Америчких Држава
Председник Сједињених Америчких Држава је шеф државе и шеф владе Сједињених Америчких Држава, посредно биран на четворогодишњи мандат кроз колегијум изборника.
Носилац функције води извршну грану савезне владе и врховни је командант Оружаних снага Сједињених Америчких Држава. Од када је функција уведена 1789. године, 45 мушкараца служило је у 47 председништава. Први председник, Џорџ Вашингтон, победио је једногласно на електорском колегијуму. Гровер Кливленд је служио два неузастопна мандата и стога се рачуна као 22. и 24. председник Сједињених Држава, као и Доналд Трамп, који је служио као 45. и 47. председник САД. Тренутни председник је Доналд Трамп.
Председнички мандат Вилијама Хенрија Харисона, који је умро 31 дан након што је преузео дужност 1841, био је најкраће у америчкој историји. Френклин Д. Рузвелт је служио најдуже, преко дванаест година, пре него што је умро рано у свом четвртом мандату 1945. године. Он је једини председник САД који је служио више од два мандата. Од ратификације Двадесет другог амандмана на Устав Сједињених Држава 1951. године, нико не може бити биран за председника више од два пута, а нико ко је служио више од две године од мандата за који је неко други био изабран не може бити биран више пута.
Четири председника умрла су природном смрћу док су били на функцији (Вилијам Хенри Харисон, Закари Тејлор, Ворен Г. Хардинг и Френклин Д. Рузвелт), четворица су убијена (Абрахам Линколн, Џејмс А. Гарфилд, Вилијам Макинли и Џон Ф. Кенеди), а један је поднео оставку (Ричард Никсон, суочен са опозивом и сменом са функције). Џон Тајлер је био први потпредседник који је преузео председничку функцију током председничког мандата и поставио је преседан да потпредседник који то учини постаје потпуно самостално оперативно функционалан председник са својим председничким мандатом.
Током већег дела своје историје, америчком политиком су доминирале политичке странке. Устав не говори о политичким партијама, а у време његовог ступања на снагу 1789. године није било организованих партија. Убрзо након сазивања 1. Конгреса, политичке струје су почеле да се окупљају око доминантних званичника администрације Вашингтона, попут Александра Хамилтона и Томаса Џеферсона. Забринут због способности политичких партија да униште крхко јединство које држи нацију на окупу, Вашингтон је остао независан политичар односно није припадао ниједној политичкој фракцији или странци током свог осмогодишњег председниковања. Био је, и остао, једини амерички председник који никада није био повезан са политичком странком.

## Списак председника
Боје означавају страначку припадност:
| Боја | Странка                           |
| ---- | --------------------------------- |
|      | Демократска странка               |
|      | Републиканска странка             |
|      | Федералистичка странка            |
|      | Демократско-републиканска странка |
|      | Виговска партија                  |
|      | Нестраначки кандидат              |

| #  | Председник                      | Председник        | Од                  | До                  | Странка                                        | Потпредседник          | Мандат |
| -- | ------------------------------- | ----------------- | ------------------- | ------------------- | ---------------------------------------------- | ---------------------- | ------ |
| 1  | Џорџ Вашингтон (1732–1799)      |                   | 30. април 1789.     | 4. март 1797.       | Без странке                                    | Џон Адамс              | 1      |
| 1  | Џорџ Вашингтон (1732–1799)      | 2                 | 30. април 1789.     | 4. март 1797.       | Без странке                                    | Џон Адамс              |        |
| 2  | Џон Адамс (1735–1826)           |                   | 4. март 1797.       | 4. март 1801.       | Федералиста                                    | Томас Џеферсон         | 3      |
| 3  | Томас Џеферсон (1743–1826)      |                   | 4. март 1801.       | 4. март 1809.       | Демократа-републиканац                         | Арон Бер               | 4      |
| 3  | Томас Џеферсон (1743–1826)      | Џорџ Клинтон      | 4. март 1801.       | 4. март 1809.       | Демократа-републиканац                         | 5                      |        |
| 4  | Џејмс Медисон (1751–1836)       | Џорџ Клинтон      |                     | 4. март 1809.       | 4. март 1817.                                  | Демократа-републиканац | 6      |
| 4  | Џејмс Медисон (1751–1836)       | нема              |                     | 4. март 1809.       | 4. март 1817.                                  | Демократа-републиканац | 6      |
| 4  | Џејмс Медисон (1751–1836)       | Елбриџ Џери       | 7                   | 4. март 1809.       | 4. март 1817.                                  | Демократа-републиканац |        |
| 4  | Џејмс Медисон (1751–1836)       | нема              | 7                   | 4. март 1809.       | 4. март 1817.                                  | Демократа-републиканац |        |
| 5  | Џејмс Монро (1758–1831)         |                   | 4. март 1817.       | 4. март 1825.       | Демократа-републиканац                         | Данијел Томпкинс       | 8      |
| 5  | Џејмс Монро (1758–1831)         | 9                 | 4. март 1817.       | 4. март 1825.       | Демократа-републиканац                         | Данијел Томпкинс       |        |
| 6  | Џон Квинси Адамс (1767–1848)    |                   | 4. март 1825.       | 4. март 1829.       | Демократа-републиканац Национални републиканац | Џон Калхун             | 10     |
| 7  | Ендру Џексон (1767–1845)        |                   | 4. март 1829.       | 4. март 1837.       | Демократа                                      | Џон Калхун             | 11     |
| 7  | Ендру Џексон (1767–1845)        | нема              | 4. март 1829.       | 4. март 1837.       | Демократа                                      |                        | 11     |
| 7  | Ендру Џексон (1767–1845)        | Мартин ван Бјурен | 4. март 1829.       | 4. март 1837.       | Демократа                                      | 12                     |        |
| 8  | Мартин ван Бјурен (1782–1862)   |                   | 4. март 1837.       | 4. март 1841.       | Демократа                                      | Ричард Џонсон          | 13     |
| 9  | Вилијам Х. Харисон (1773–1841)  |                   | 4. март 1841.       | 4. април 1841.      | Виговац                                        | Џон Тајлер             | 14     |
| 10 | Џон Тајлер (1790–1862)          |                   | 4. април 1841.      | 4. март 1845.       | Виговац Без странке                            | нема                   | 14     |
| 11 | Џејмс К. Полк (1795–1849)       |                   | 4. март 1845.       | 4. март 1849.       | Демократа                                      | Џорџ Далас             | 15     |
| 12 | Закари Тејлор (1784–1850)       |                   | 4. март 1849.       | 9. јул 1850         | Виговац                                        | Милард Филмор          | 16     |
| 13 | Милард Филмор (1800–1874)       |                   | 9. јул 1850.        | 4. март 1853.       | Виговац                                        | нема                   | 16     |
| 14 | Френклин Пирс (1804–1869)       |                   | 4. март 1853.       | 4. март 1857.       | Демократа                                      | Вилијам Кинг           | 17     |
| 14 | Френклин Пирс (1804–1869)       | нема              | 4. март 1853.       | 4. март 1857.       | Демократа                                      |                        | 17     |
| 15 | Џејмс Бјукенан (1791–1868)      |                   | 4. март 1857.       | 4. март 1861.       | Демократа                                      | Џон Брекинриџ          | 18     |
| 16 | Абрахам Линколн (1809–1865)     |                   | 4. март 1861.       | 15. април 1865.     | Републиканац Национална унија                  | Ханибал Хамлин         | 19     |
| 16 | Абрахам Линколн (1809–1865)     | Ендру Џонсон      | 4. март 1861.       | 15. април 1865.     | Републиканац Национална унија                  | 20                     |        |
| 17 | Ендру Џонсон (1808–1875)        |                   | 15. април 1865.     | 4. март 1869.       | Национална унија Демократа                     | 20                     | нема   |
| 18 | Јулисиз С. Грант (1822–1885)    |                   | 4. март 1869.       | 4. март 1877.       | Републиканац                                   | Скајлер Колфакс        | 21     |
| 18 | Јулисиз С. Грант (1822–1885)    | Хенри Вилсон      | 4. март 1869.       | 4. март 1877.       | Републиканац                                   | 22                     |        |
| 18 | Јулисиз С. Грант (1822–1885)    | нема              | 4. март 1869.       | 4. март 1877.       | Републиканац                                   | 22                     |        |
| 19 | Радерфорд Б. Хејз (1822–1893)   |                   | 4. март 1877.       | 4. март 1881.       | Републиканац                                   | Вилијам Вилер          | 23     |
| 20 | Џејмс Гарфилд (1831–1881)       |                   | 4. март 1881.       | 19. септембар 1881. | Републиканац                                   | Честер А. Артур        | 24     |
| 21 | Честер А. Артур (1829–1886)     |                   | 19. септембар 1881. | 4. март 1885.       | Републиканац                                   | нема                   | 24     |
| 22 | Гровер Кливленд (1837–1908)     |                   | 4. март 1885.       | 4. март 1889.       | Демократа                                      | Томас Хендрикс         | 25     |
| 22 | Гровер Кливленд (1837–1908)     | нема              | 4. март 1885.       | 4. март 1889.       | Демократа                                      |                        | 25     |
| 23 | Бенџамин Харисон (1833–1901)    |                   | 4. март 1889.       | 4. март 1893.       | Републиканац                                   | Ливи Мортон            | 26     |
| 24 | Гровер Кливленд (1837–1908)     |                   | 4. март 1893.       | 4. март 1897.       | Демократа                                      | Адлеј Ј. Стивенсон     | 27     |
| 25 | Вилијам Макинли (1843–1901)     |                   | 4. март 1897.       | 14. септембар 1901. | Републиканац                                   | Гарет Хобарт           | 28     |
| 25 | Вилијам Макинли (1843–1901)     | нема              | 4. март 1897.       | 14. септембар 1901. | Републиканац                                   |                        | 28     |
| 25 | Вилијам Макинли (1843–1901)     | Теодор Рузвелт    | 4. март 1897.       | 14. септембар 1901. | Републиканац                                   | 29                     |        |
| 26 | Теодор Рузвелт (1858–1919)      |                   | 14. септембар 1901. | 4. март 1909.       | Републиканац                                   | 29                     | нема   |
| 26 | Теодор Рузвелт (1858–1919)      | Чарлс Фербанкс    | 14. септембар 1901. | 4. март 1909.       | Републиканац                                   | 30                     |        |
| 27 | Вилијам Х. Тафт (1857–1930)     |                   | 4. март 1909.       | 4. март 1913.       | Републиканац                                   | Џејмс Шерман           | 31     |
| 27 | Вилијам Х. Тафт (1857–1930)     | нема              | 4. март 1909.       | 4. март 1913.       | Републиканац                                   |                        | 31     |
| 28 | Вудро Вилсон (1856–1924)        |                   | 4. март 1913.       | 4. март 1921.       | Демократа                                      | Томас Маршал           | 32     |
| 28 | Вудро Вилсон (1856–1924)        | 33                | 4. март 1913.       | 4. март 1921.       | Демократа                                      | Томас Маршал           |        |
| 29 | Ворен Г. Хардинг (1865–1923)    |                   | 4. март 1921.       | 2. август 1923.     | Републиканац                                   | Калвин Кулиџ           | 34     |
| 30 | Калвин Кулиџ (1872–1933)        |                   | 2. август 1923.     | 4. март 1929.       | Републиканац                                   | нема                   | 34     |
| 30 | Калвин Кулиџ (1872–1933)        | Чарлс Доз         | 2. август 1923.     | 4. март 1929.       | Републиканац                                   | 35                     |        |
| 31 | Херберт Хувер (1874–1964)       |                   | 4. март 1929.       | 4. март 1933.       | Републиканац                                   | Чарлс Кертис           | 36     |
| 32 | Френклин Д. Рузвелт (1882–1945) |                   | 4. март 1933.       | 12. април 1945.     | Демократа                                      | Џон Гарнер             | 37     |
| 32 | Френклин Д. Рузвелт (1882–1945) | 38                | 4. март 1933.       | 12. април 1945.     | Демократа                                      | Џон Гарнер             |        |
| 32 | Френклин Д. Рузвелт (1882–1945) | Хенри Волас       | 4. март 1933.       | 12. април 1945.     | Демократа                                      | 39                     |        |
| 32 | Френклин Д. Рузвелт (1882–1945) | Хари С. Труман    | 4. март 1933.       | 12. април 1945.     | Демократа                                      | 40                     |        |
| 33 | Хари С. Труман (1884–1972)      |                   | 12. април 1945.     | 20. јануар 1953.    | Демократа                                      | 40                     | нема   |
| 33 | Хари С. Труман (1884–1972)      | Олбен Баркли      | 12. април 1945.     | 20. јануар 1953.    | Демократа                                      | 41                     |        |
| 34 | Двајт Ајзенхауер (1890–1969)    |                   | 20. јануар 1953.    | 20. јануар 1961.    | Републиканац                                   | Ричард Никсон          | 42     |
| 34 | Двајт Ајзенхауер (1890–1969)    | 43                | 20. јануар 1953.    | 20. јануар 1961.    | Републиканац                                   | Ричард Никсон          |        |
| 35 | Џон Ф. Кенеди (1917–1963)       |                   | 20. јануар 1961.    | 22. новембар 1963.  | Демократа                                      | Линдон Б. Џонсон       | 44     |
| 36 | Линдон Б. Џонсон (1908–1973)    |                   | 22. новембар 1963.  | 20. јануар 1969.    | Демократа                                      | нема                   | 44     |
| 36 | Линдон Б. Џонсон (1908–1973)    | Хјуберт Хамфри    | 22. новембар 1963.  | 20. јануар 1969.    | Демократа                                      | 45                     |        |
| 37 | Ричард Никсон (1913–1994)       |                   | 20. јануар 1969.    | 9. август 1974.     | Републиканац                                   | Спиро Егњу             | 46     |
| 37 | Ричард Никсон (1913–1994)       | нема              | 20. јануар 1969.    | 9. август 1974.     | Републиканац                                   |                        | 46     |
| 37 | Ричард Никсон (1913–1994)       | Џералд Форд       | 20. јануар 1969.    | 9. август 1974.     | Републиканац                                   | 47                     |        |
| 38 | Џералд Форд (1913–2006)         |                   | 9. август 1974.     | 20. јануар 1977.    | Републиканац                                   | 47                     | нема   |
| 38 | Џералд Форд (1913–2006)         | Нелсон Рокфелер   | 9. август 1974.     | 20. јануар 1977.    | Републиканац                                   | 47                     |        |
| 39 | Џими Картер (1924–2024)         |                   | 20. јануар 1977.    | 20. јануар 1981.    | Демократа                                      | Волтер Мондејл         | 48     |
| 40 | Роналд Реган (1911–2004)        |                   | 20. јануар 1981.    | 20. јануар 1989.    | Републиканац                                   | Џорџ Х. В. Буш         | 49     |
| 40 | Роналд Реган (1911–2004)        | 50                | 20. јануар 1981.    | 20. јануар 1989.    | Републиканац                                   | Џорџ Х. В. Буш         |        |
| 41 | Џорџ Х. В. Буш (1924–2018)      |                   | 20. јануар 1989.    | 20. јануар 1993.    | Републиканац                                   | Ден Квејл              | 51     |
| 42 | Бил Клинтон (р. 1946)           |                   | 20. јануар 1993.    | 20. јануар 2001.    | Демократа                                      | Ал Гор                 | 52     |
| 42 | Бил Клинтон (р. 1946)           | 53                | 20. јануар 1993.    | 20. јануар 2001.    | Демократа                                      | Ал Гор                 |        |
| 43 | Џорџ В. Буш (р. 1946)           |                   | 20. јануар 2001.    | 20. јануар 2009.    | Републиканац                                   | Дик Чејни              | 54     |
| 43 | Џорџ В. Буш (р. 1946)           | 55                | 20. јануар 2001.    | 20. јануар 2009.    | Републиканац                                   | Дик Чејни              |        |
| 44 | Барак Обама (р. 1961)           |                   | 20. јануар 2009.    | 20. јануар 2017.    | Демократа                                      | Џо Бајден              | 56     |
| 44 | Барак Обама (р. 1961)           | 57                | 20. јануар 2009.    | 20. јануар 2017.    | Демократа                                      | Џо Бајден              |        |
| 45 | Доналд Трамп (р. 1946)          |                   | 20. јануар 2017.    | 20. јануар 2021.    | Републиканац                                   | Мајк Пенс              | 58     |
| 46 | Џо Бајден (р. 1942)             |                   | 20. јануар 2021.    | 20. јануар 2025.    | Демократа                                      | Камала Харис           | 59     |
| 47 | Доналд Трамп (р. 1946)          |                   | 20. јануар 2025.    | Тренутно            | Републиканац                                   | Џеј-Ди Венс            | 60     |